# Sara Call
Sara Call, född 16 juli 1977, är en svensk före detta fotbollsspelare (försvarare).
Call representerade på klubbnivå Bälinge IF. Hon spelade 36 A-landskamper (1 mål) för Sverige, och var med i Sveriges trupp i OS 2000 (utan speltid), EM 2001 (utan speltid) och VM 2003 (en start, ett inhopp).